# Bhaktapur
Bhaktapur (nep. भक्तपुर), również Bhadgaon – miasto w Nepalu położone w Dolinie Katmandu, 16 km od miasta Katmandu. Liczy ono około 150 tys. mieszkańców, w większości Newarów.

## Historia miasta
Miasto zostało założone w IX w. Od 1382 było stolicą Nepalu. Po podziale kraju w roku 1472 stało się stolicą jednego z państewek nepalskich.
W wyniku trzęsienia ziemi, jakie nawiedziło Nepal w kwietniu 2015 roku, duża część miasta została zniszczona.

## Zabytki
- pałac królewski z 1428
- świątynie hinduistyczne w kształcie pagody
- świątynia Batśala Dewi z 1737 r.

## Galeria

Bhaktapur
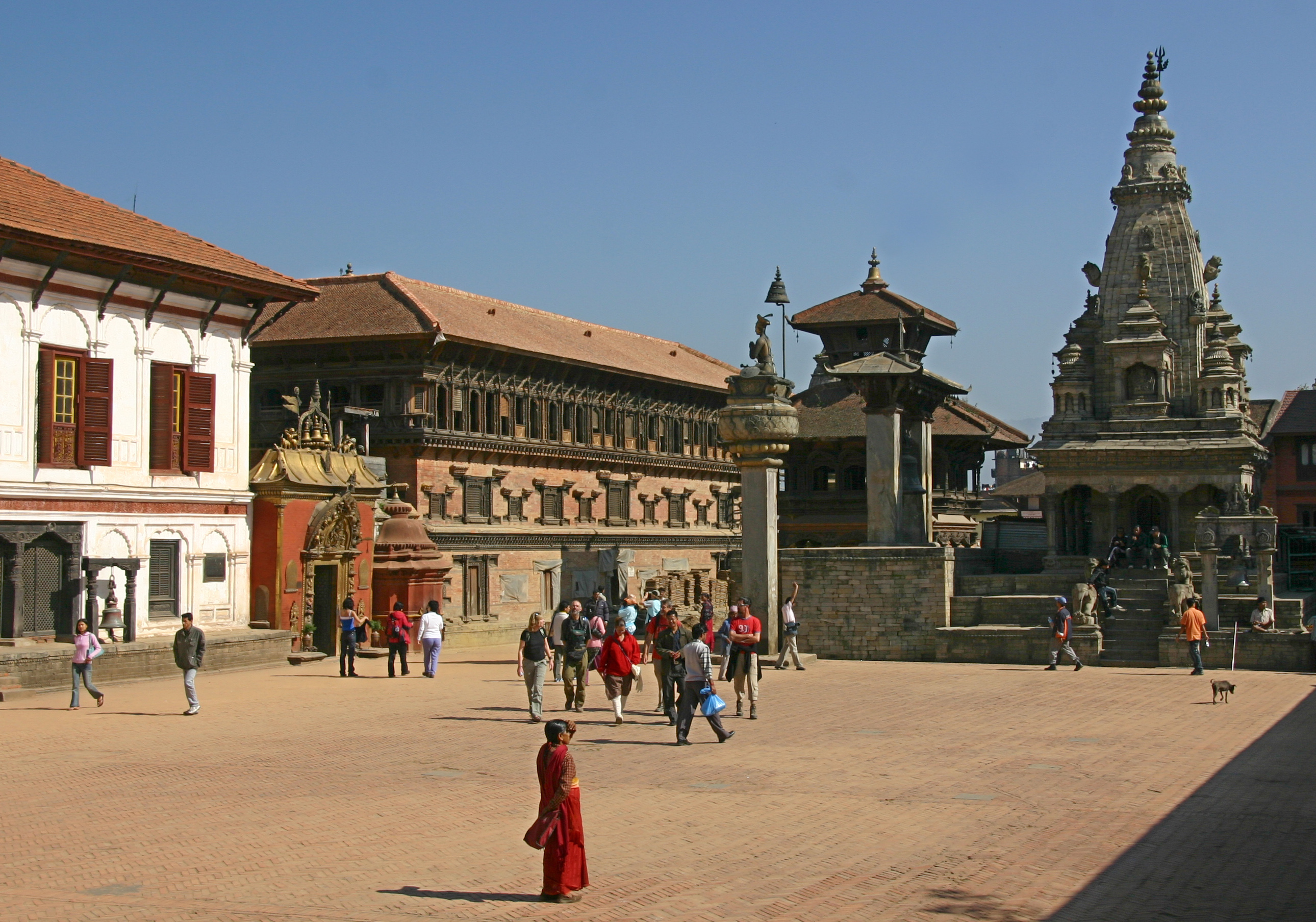
Plac Pałacowy
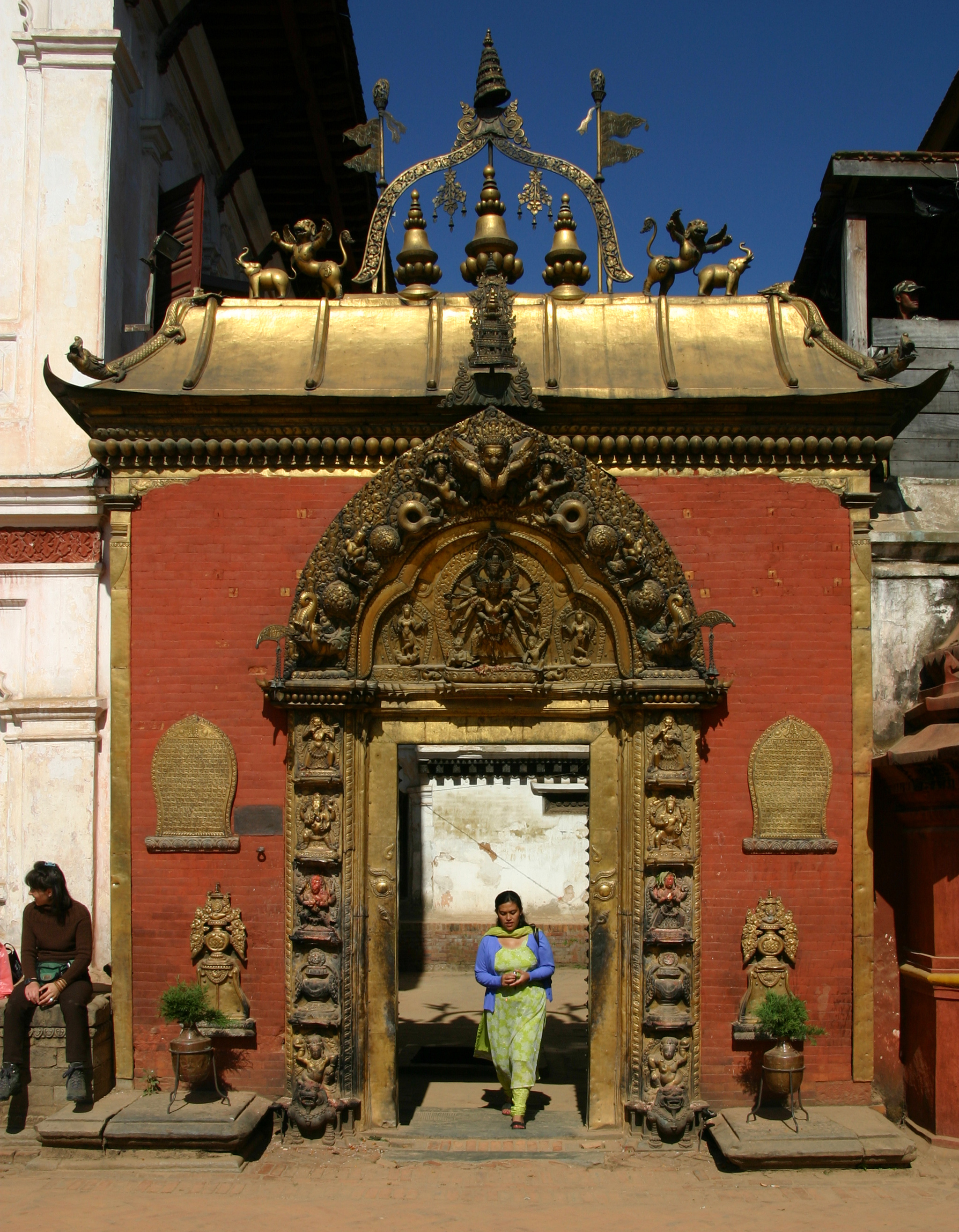
Brama Sundhoka do Pałacu 55 okien
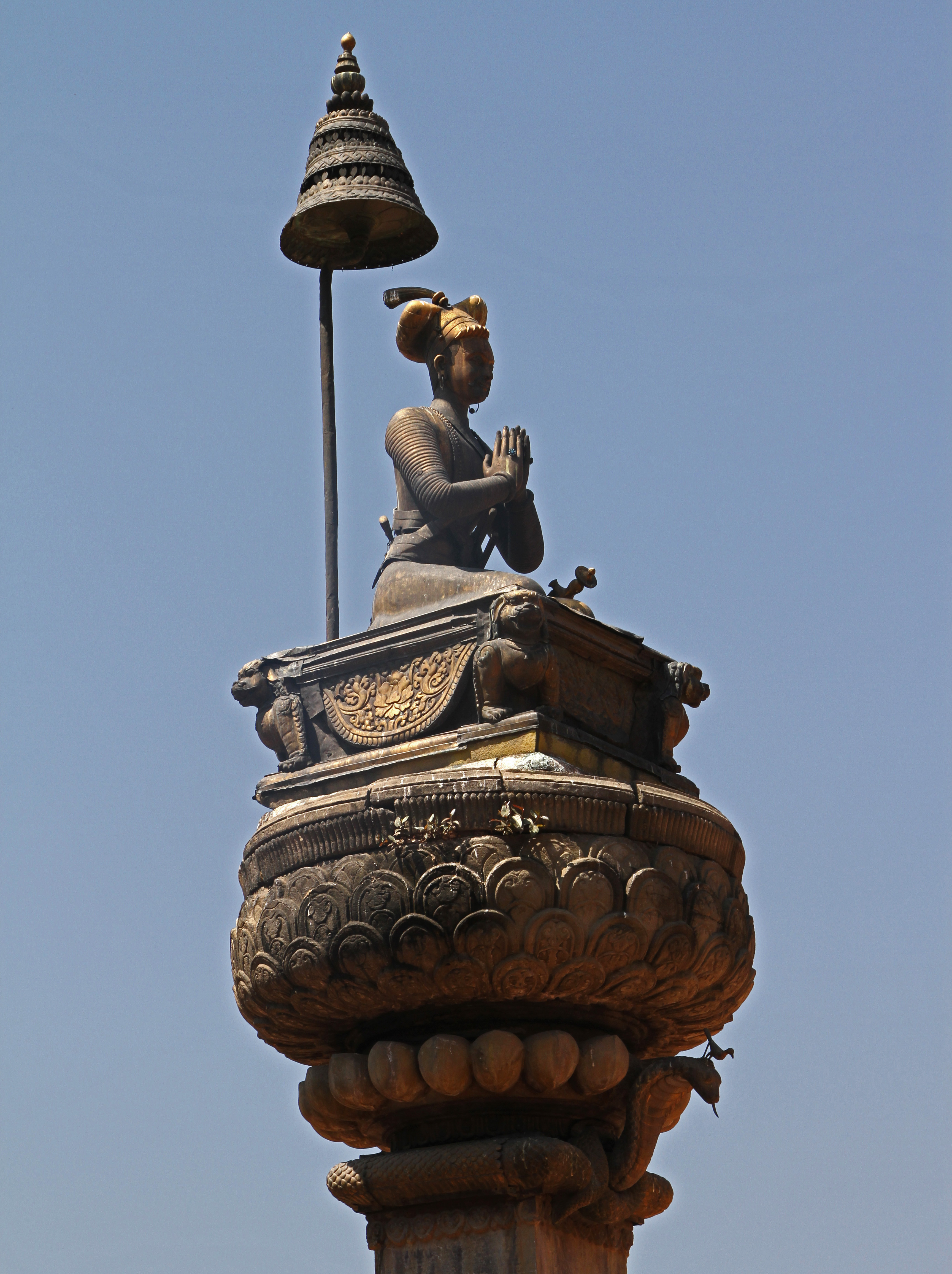
Statua Bhupatindramalla stojąca na placu pałacowym
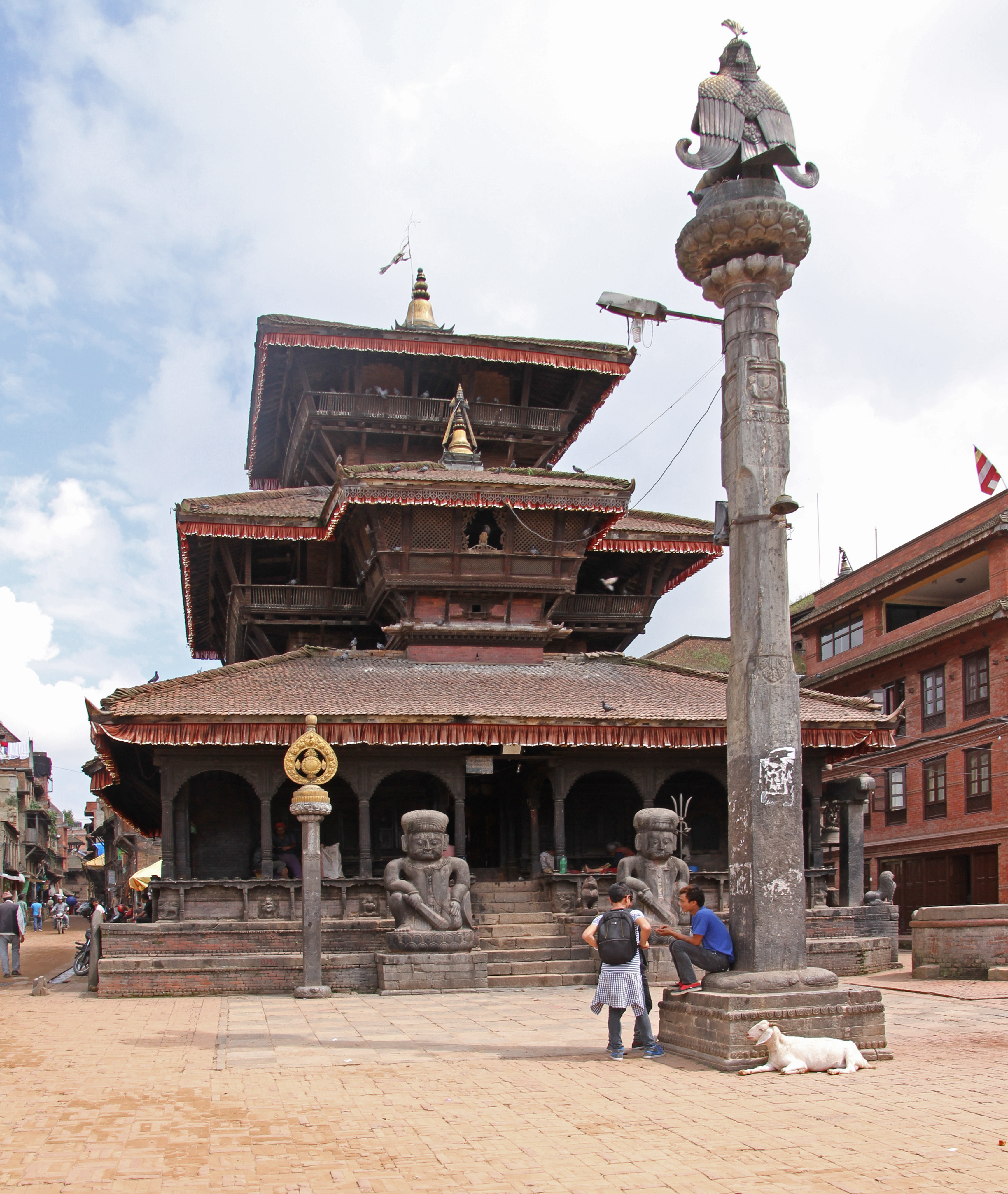
Świątynia Dattatreya na placu Tacapala
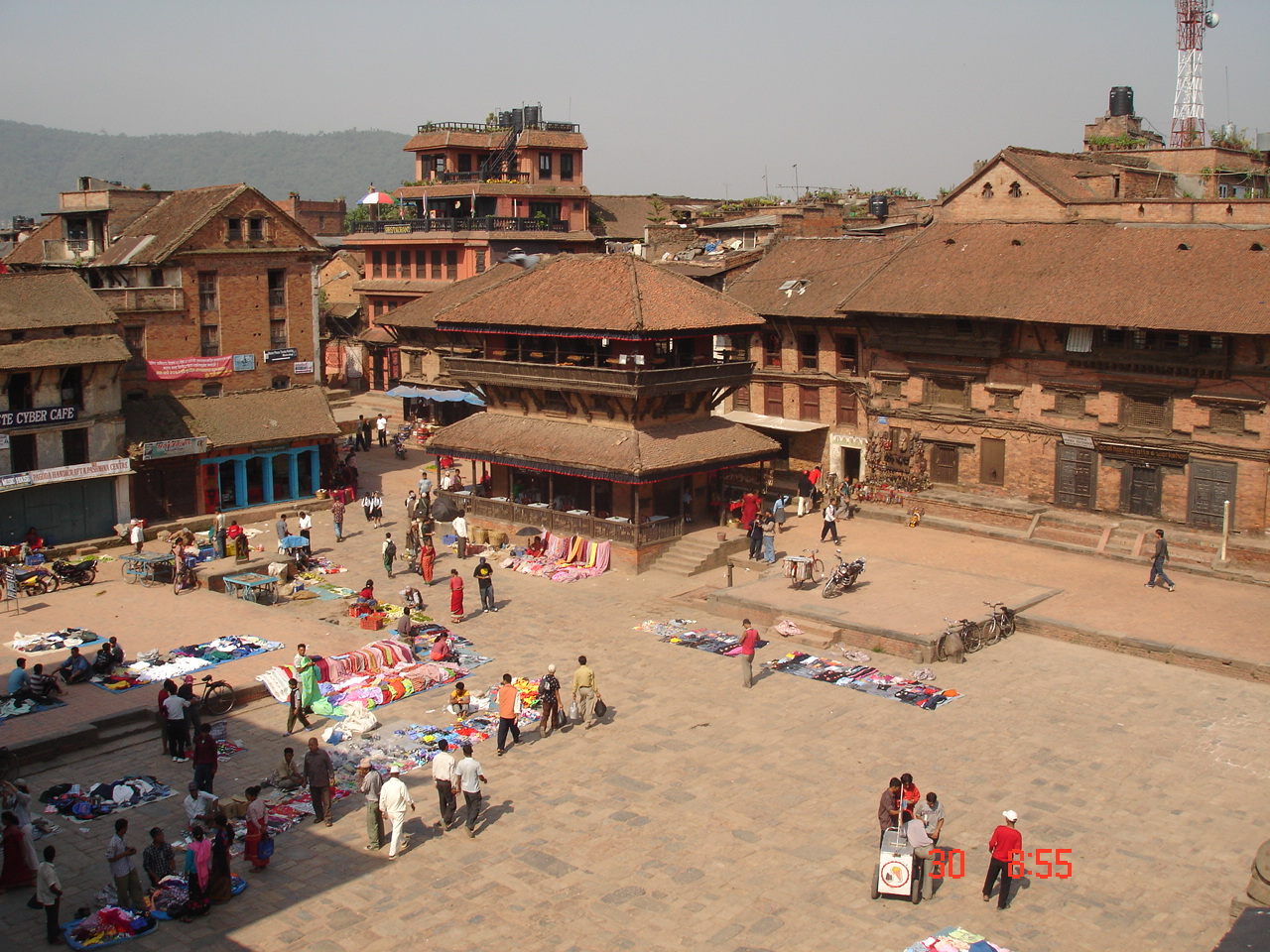
Plac Taumadhi
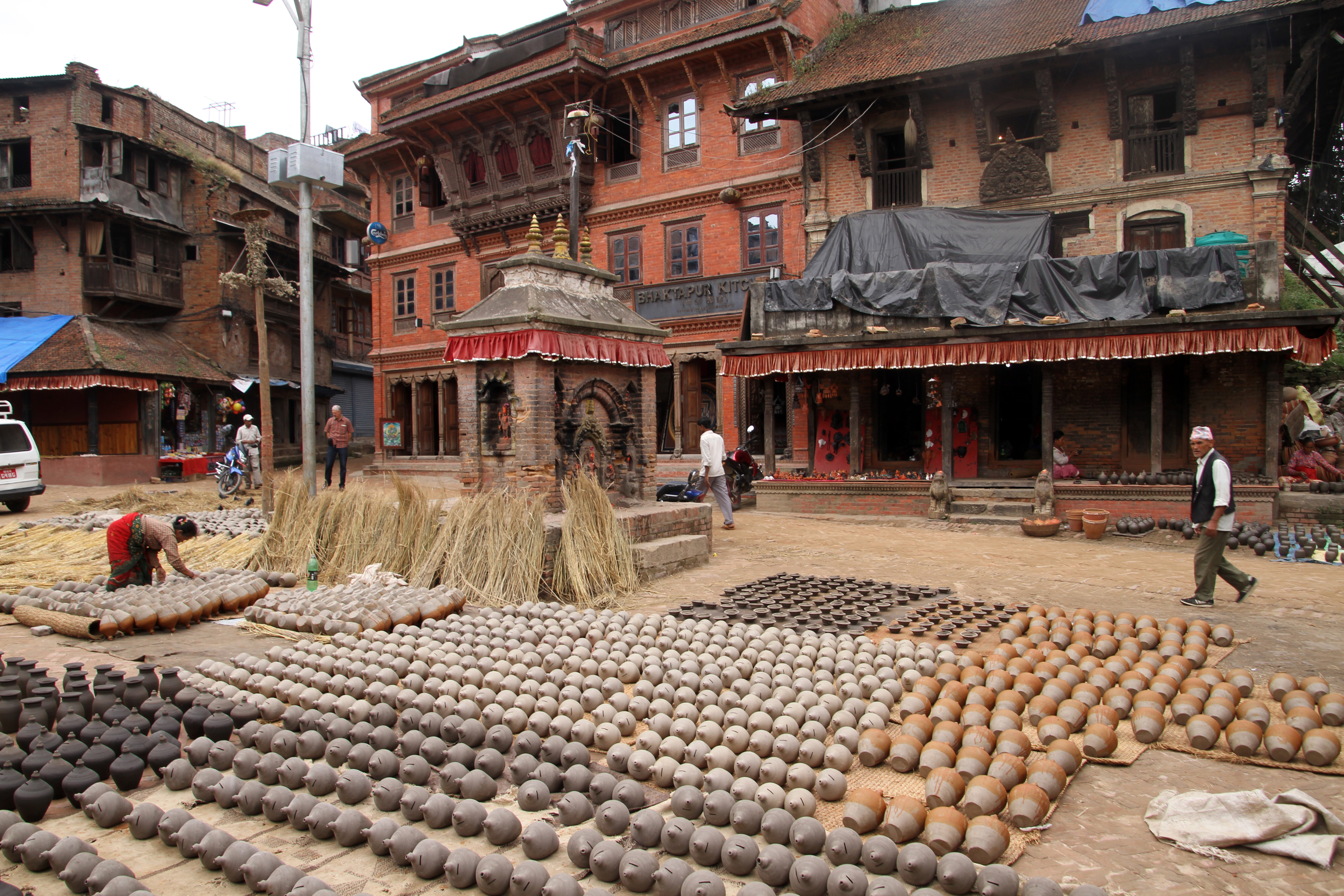
Plac garncarski
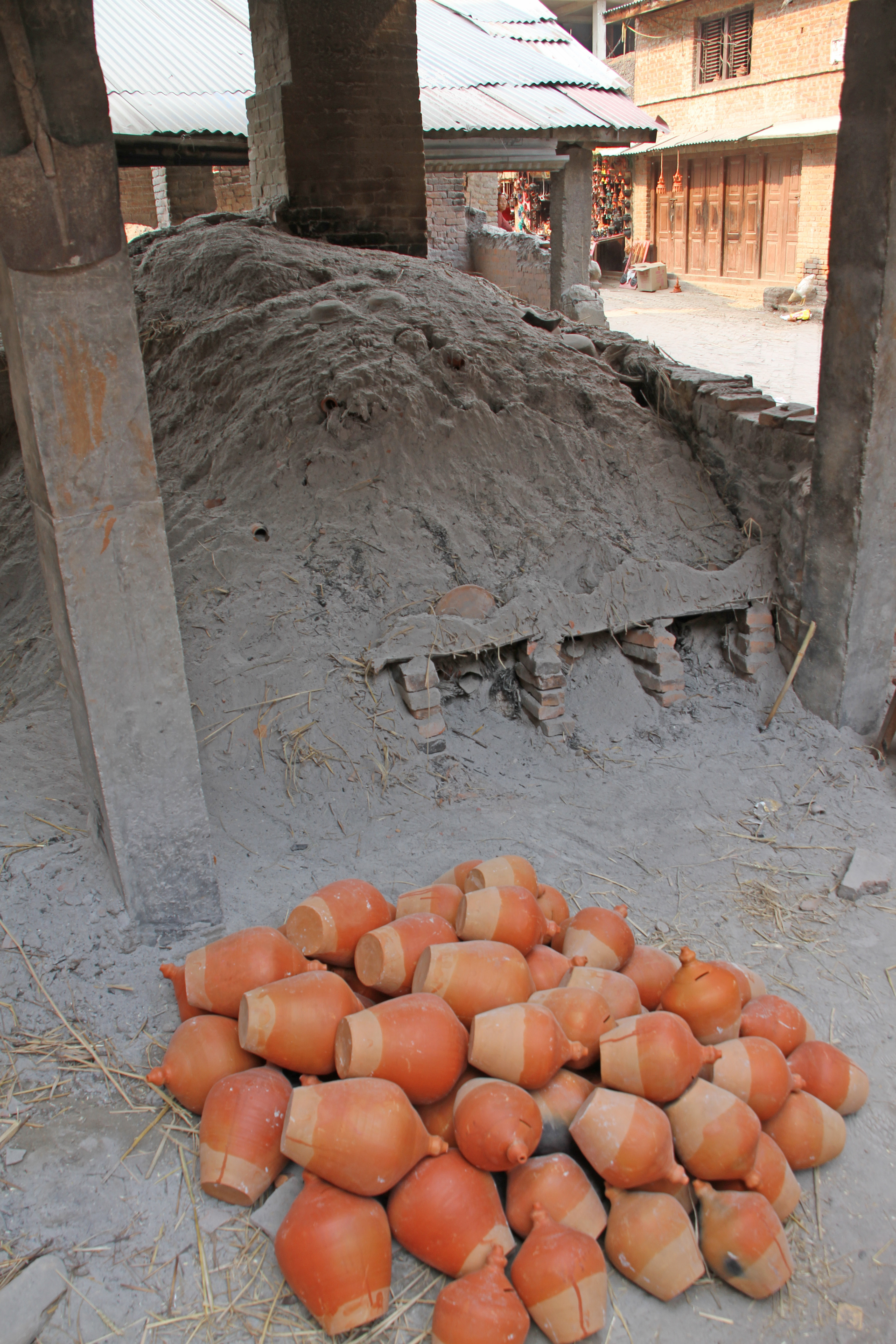
Plac garncarski
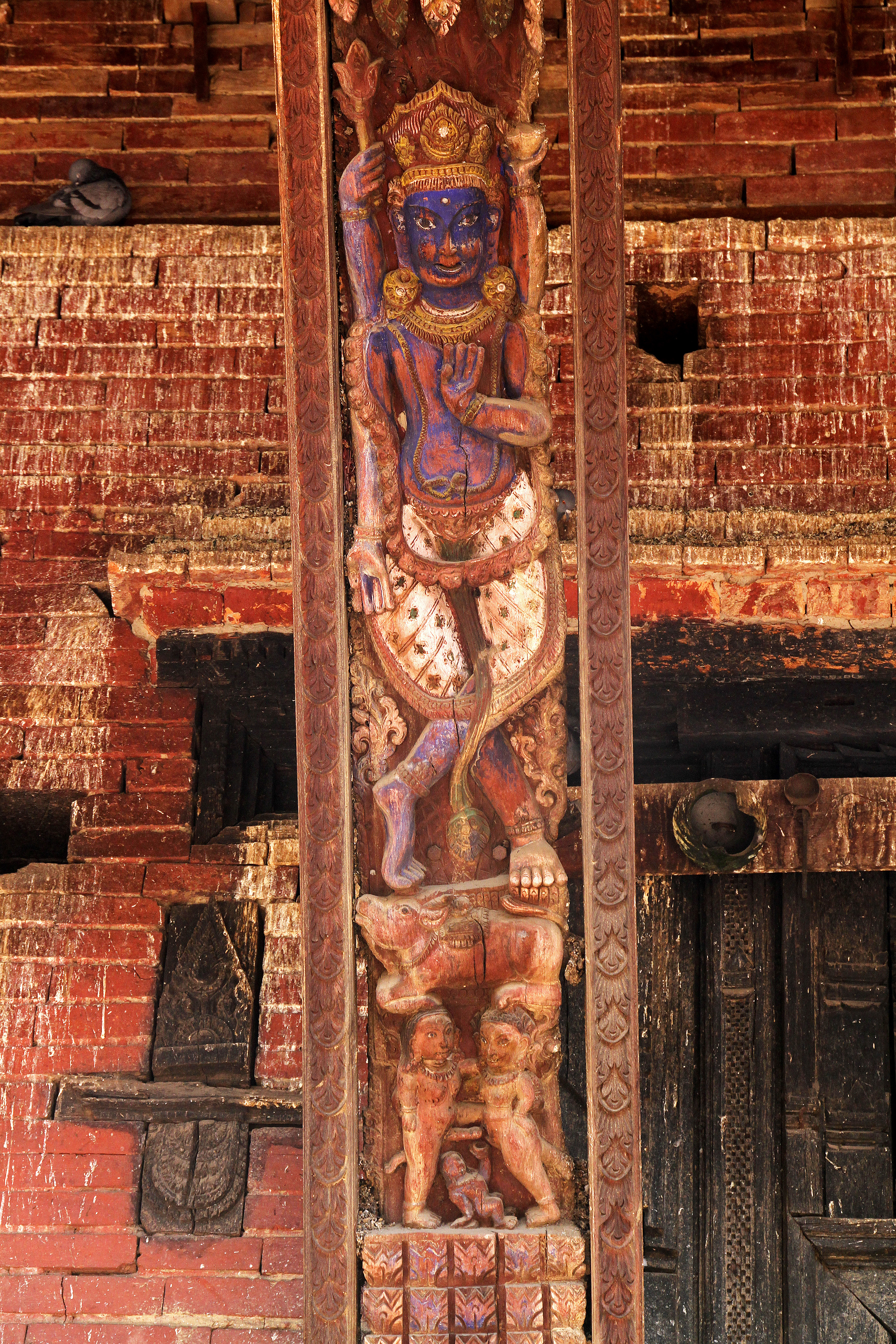
Yaksheshvara, erotyczna rzeźba